# Apanteles flavostriatus
Apanteles flavostriatus är en stekelart som beskrevs av Papp 1977. Apanteles flavostriatus ingår i släktet Apanteles och familjen bracksteklar. Inga underarter finns listade i Catalogue of Life.